# Literaire Juweeltjes
Literaire Juweeltjes is een boekenreeks die werd uitgegeven door uitgeverij B for Books in Hilversum voor Bruna Uitgevers en werd gepresenteerd als leesbevorderingsproject. In totaal verschenen 216 deeltjes in de reeks. Het zijn hardcover-boekjes van 10 x 15 cm en ongeveer 64 bladzijden dik met werk van Nederlandse en Vlaamse auteurs. Sinds januari 2006 verscheen er elke maand één, eerst nog uitsluitend bij Bruna te koop, maar sinds januari 2010 in iedere boekwinkel in Nederland. Elk boekje bevatte een kortingsbon waarmee een boek van de betreffende auteur met korting kon worden gekocht.
De reeks voldeed in de eerste vijf jaar aan diverse voorwaarden voor een verzamelobject, zoals beperkte verkrijgbaarheid, in beginsel goedkoop maar vrij schaars, uitgevoerd in hardcover.
Eind 2006, op 11 december, verscheen er een aparte uitgave met een box met alle Juweeltjes van 2006. Op 1 december 2007 verscheen de Literaire Juweeltjes Box 2007, en in december 2008 was er de Literaire Juweeltjes Box 2008. In 2011 verscheen wederom een verzamelbox en ook in november 2012 is een juwelenbox met alle delen van 2012 verschenen.
Met de verschijning van Selmonosky's droom in januari 2011, is Arnon Grunberg de eerste schrijver van wie twee titels in deze reeks zijn opgenomen. Eerder verscheen van hem Iemand anders (december 2007). Hij was ook de eerste schrijver met drie titels in de reeks toen in november 2015 Angstreducerend behandelplan verscheen. De eerste schrijver met vier titels in de reeks is Marion Pauw: Lolliepop in mei 2009, Hulp in de huishouding in januari 2014, Dwaze vrouwen in september 2017 en Liefde in tijden van corona in februari 2022.
In april 2014 verscheen het 100e Literaire Juweeltje De zwever van Bert Wagendorp. Het 200e Literaire Juweeltje is Bestemming van Dolf Jansen, dat verscheen in juni 2022.
Door de coronapandemie is in 2021 bij de maandelijkse verschijning enige vertraging ontstaan. Met de gelijktijdige verschijning van het verhaal De moord op de boekverkoopster van Frank Westerman in twee aparte deeltjes in september 2022 is deze vertraging ingelopen.
Het meest zeldzame Literaire Juweeltje is de uitgave Fijne meisjes van Joost Zwagerman, in april 2006 uiteindelijk verschenen als Winnie en de onschuld. Zwagerman was het niet eens met de oorspronkelijke titel en het omslagontwerp. Op een paar uitgeversexemplaren na is de hele oplage vernietigd, waarna het onder de nieuwe titel verscheen. Vermoedelijk resteren minder dan tien exemplaren van Fijne meisjes.

## Verschenen

### 2006
- Het eiland, Geert Mak, januari 2006, ISBN 9789085160694
- Niemand op heel Vlieland, Vonne van der Meer, februari 2006, ISBN 9789085160700
- Het bosgraf, Simone van der Vlugt, maart 2006, ISBN 9789085160717[1]
- Winnie en de onschuld, Joost Zwagerman, april 2006, ISBN 9789085160724[2]
- Voor liefde klik op F, Renate Dorrestein, mei 2006, ISBN 9789085160830
- Op de rug gezien, Margriet de Moor, juni 2006, ISBN 9789085160823
- Begoochelingen, Nelleke Noordervliet, juli 2006, ISBN 9789085160816
- Koraal en Geraniums, Adriaan van Dis, augustus 2006, ISBN 9789085160847
- De familie onderweg, Tommy Wieringa, september 2006, ISBN 9789085160878
- Het mirakel, Tessa de Loo, oktober 2006, ISBN 9789070610760
- De brief, Cees Nooteboom, november 2006, ISBN 9789085160861
- Heblust, Ronald Giphart, december 2006, ISBN 9789085160885

### 2007
- Maassluis, Maarten 't Hart, januari 2007, ISBN 9789085160915
- Zo goed als nieuw, Midas Dekkers, februari 2007, ISBN 9789085160908
- Het team der wezen, Herman Brusselmans, maart 2007, ISBN 9789085160939
- Mei, Anna Enquist, april 2007, ISBN 9789085160892
- Retourtje Hato, René Appel, mei 2007, ISBN 9789085160922[1]
- De Angstkunstenaar, J.M.A. Biesheuvel, juni 2007, ISBN 9789085161011
- Rottumerplaat, Jan Wolkers, juli 2007 ISBN 9789085161004
- Zaailingen van violen Jan Siebelink, augustus 2007, ISBN 9789085160991
- De Dageraad, Annejet van der Zijl, september 2007, ISBN 9789085161042
- Zusjes, Kristien Hemmerechts, oktober 2007, ISBN 9789085161059
- Vriendengedoe, Yvonne Keuls, november 2007, ISBN 9789085161066
- Iemand anders, Arnon Grunberg, december 2007, ISBN 9789085161035

### 2008
- Bruiloft zonder bruidspaar, Gerbrand Bakker, januari 2008, ISBN 9789085161110
- De spiegel, Mensje van Keulen, februari 2008, ISBN 9789085161196
- Bestiarium, J.J. Voskuil, maart 2008, ISBN 9789085161127
- De perfecte partner, Esther Verhoef, april 2008, ISBN 9789085161134
- Mannenwerk, Yvonne Kroonenberg, mei 2008, ISBN 9789085161202
- Eerder thuis dan Townes, P.F. Thomése, juni 2008, ISBN 9789085161240
- Stikvallei, Frank Westerman, juli 2008, ISBN 9789085161257
- De grammatica van een niemand, Abdelkader Benali, augustus 2008, ISBN 9789085161264
- Weg van Nederland, Nilgün Yerli, september 2008, ISBN 9789085161271
- Liefste in de verte, Jeroen Brouwers, oktober 2008, ISBN 9789085161318
- De man die niet wilde dansen, Tineke Beishuizen, november 2008, ISBN 9789085161325
- Kijk naar me, Susan Smit, december 2008, ISBN 9789085161189

### 2009
- De liefde komt altijd te laat, Karel Glastra van Loon, januari 2009, ISBN 9789085161431
- Vakantiegeld, Suzanne Vermeer, februari 2009, ISBN 9789085161455[1]
- Stanley, Koos van Zomeren, maart 2009, ISBN 9789085161448
- Ik ben geen tegenspreker, Marijke Höweler, april 2009, ISBN 9789085161424
- Lolliepop, Marion Pauw, mei 2009, ISBN 9789085161462[1]
- Mijn vader, de familie en ik, Judith Koelemeijer, juni 2009, ISBN 9789085161486
- Ontmoeting in Venetië, Rosita Steenbeek, juli 2009, ISBN 9789085161493
- Haanvroeg, L.H. Wiener, augustus 2009, ISBN 9789085161509
- Duistere bestemming, Elisabeth Mollema, september 2009, ISBN 9789490043025
- De eerste steen, Dorinde van Oort, oktober 2009, ISBN 9789490043032
- Essay over het toegewijde bestaan als supporter van voetbalclub Standard de Liège, Dimitri Verhulst november 2009, ISBN 9789490043049[1]
- Duits dienstmeisje, Simon Vestdijk, december 2009, fragment uit Else Böhler, Duits dienstmeisje, ISBN 9789490043056

### 2010
- De priester, Connie Palmen, januari 2010, fragment uit haar debuutroman De wetten, ISBN 9789085161585
- Zielenschemering, Louis Couperus, februari 2010, fragmenten uit De boeken der kleine zielen (1901-1903), ISBN 9789085161592[3]
- De kat op zolder, Loes den Hollander, maart 2010, ISBN 9789085161608
- Over de lengte van een gang, Herman Koch, april 2010, eerder verschenen in Het Parool en Hard Gras, ISBN 9789085161615
- Gouden Bergen, Lieneke Dijkzeul, mei 2010, ISBN 9789085161677
- Hekajat, Kader Abdolah, juni 2010, ISBN 9789085161684
- Spijt, Charles den Tex, juli 2010, ISBN 9789085161691
- Mechanica, Thomas Rosenboom, augustus 2010, ISBN 9789085161707
- Beer en Jager, Doeschka Meijsing, september 2010, ISBN 9789085161813
- De pronkspiegel, Suzanna Jansen, oktober 2010, ISBN 9789085161820
- Schoonheid en kracht, Tim Krabbé, november 2010, ISBN 9789085161837
- Route Napoleon, Martin Bril, december 2010, fragmenten uit De kleine keizer - Verslag van een passie, ISBN 9789085161806

### 2011
- Selmonosky's droom, Arnon Grunberg, januari 2011, eerder verschenen in Hollands Diep, ISBN 9789085161882
- De stiefdochters van Stoof, Maarten 't Hart, februari 2011, ISBN 9789085161899
- Het mussenjong, Adriaan van Dis, maart 2011, ISBN 9789085161905
- Iwan de verschrikkelijke, Tomas Ross, april 2011, ISBN 9789085161912
- Hondendromen, J. Bernlef, mei 2011, drie verhalen gebundeld, eerder verschenen in 1974, ISBN 9789085161950
- Grieks voetbal, Anna Enquist, juni 2011, ISBN 9789085161936
- Torticollis, Jan Siebelink, juli 2011, ISBN 9789085161943[4]
- Zeven jaar goede seks, Ronald Giphart, augustus 2011, ISBN 9789085161998
- Portret van een heer, Tommy Wieringa, september 2011, ISBN 9789085162032
- Lidah boeaja, Hella Haasse, oktober 2011, ISBN 9789085162049
- Het zingen, het water, de peen, Vonne van der Meer, november 2011, ISBN 9789085162056
- Een koud kunstje, Mart Smeets, december 2011, ISBN 9789085162063

### 2012
- De grote moeder, Tessa de Loo, januari 2012, ISBN 9789085162223
- Sabine, Heleen van Royen, februari 2012, ISBN 9789085162308
- Mijn land, Geert Mak, maart 2012, ISBN 9789085162919
- Dooi, Arthur Japin, april 2012, ISBN 9789085162940
- Islam voor beginners, Joris Luyendijk, mei 2012, ISBN 9789085162452
- Alleen maar foute mensen, Robert Vuijsje, juni 2012, ISBN 9789085162469
- De zondagmiddagauto, Renate Dorrestein, juli 2012, ISBN 9789085162476
- Kulwa & Doto, Yvonne Kroonenberg, augustus 2012, ISBN 9789085162483
- Groen is geen kleur, Joost Zwagerman, september 2012, ISBN 9789085162568
- Meisjes vechten niet, Marion Bloem, oktober 2012, ISBN 9789085162582
- Betaalde liefde, René Appel, november 2012, ISBN 9789085163039
- Een dag om nooit te vergeten, Annejet van der Zijl, december 2012, ISBN 9789085162605

### 2013
- Nooit meer, Peter van Straaten, januari 2013, ISBN 9789085162773
- Wat zijn mensen toch een rare dieren, Aaf Brandt Corstius, februari 2013, ISBN 9789085162704
- De zee is niet van ons, Jessica Durlacher, maart 2013, ISBN 9789085163213
- Online, Simone van der Vlugt, april 2013, ISBN 9789085163367[5]
- Onnoemelijk geluk, Jeroen Brouwers, mei 2013, ISBN 9789085163053
- Spiegelspel, Nelleke Noordervliet, juni 2013, ISBN 9789085162797
- Kleine vogel, grote man, Marente de Moor, juli 2013, ISBN 9789085162834
- Stanley zet door, Koos van Zomeren, augustus 2013, ISBN 9789085162827
- Schrijver in New York, Abdelkader Benali, september 2013, ISBN 9789085162995
- Lou Reed en andere goede vrienden, Nico Dijkshoorn, oktober 2013, ISBN 9789085163138
- Nog een nacht, Jan Brokken, november 2013, ISBN 9789085162988[6]
- Droomzomers, Youp van 't Hek, december 2013, ISBN 9789085163121

### 2014
- Hulp in de huishouding, Marion Pauw, januari 2014, ISBN 9789085163428
- Vakantievrienden, Linda van Rijn, februari 2014, ISBN 9789085163435
- Meneer Foppe in zijn blootje, Wim de Bie, maart 2014, ISBN 9789085163497[7]
- De zwever, Bert Wagendorp, april 2014, ISBN 9789085163510[8]
- De liefste moeder die ik ooit ken, Rita Spijker, mei 2014, ISBN 9789085163701
- Brief van een hondenmepper, Leon de Winter, juni 2014, ISBN 9789085163565
- Onvergetelijke woorden, Martin Bril, juli 2014, ISBN 9789085163688
- Dawoed, Kader Abdolah, augustus 2014, ISBN 9789085163725
- Het heft in eigen hand, Van Sambeek, september 2014, ISBN 9789085163749
- Zeep, Arthur Japin, oktober 2014, ISBN 9789085163763
- Een kwispelende kat, Hugo Borst, november 2014, ISBN 9789085163800
- Woordguls, Kees van Kooten, december 2014, ISBN 9789085163794

### 2015
- Perron 11b, Esther Gerritsen, januari 2015, ISBN 9789085163831
- Botte Hollanders, Herman Pleij, februari 2015, ISBN 9789085163862
- Altijd dezelfde dans, Kristien Hemmerechts, maart 2015, ISBN 9789085163909
- De meneer van kilometer 84, Lieve Joris, april 2015, ISBN 9789085163893
- Het penopauze peloton, Tosca Niterink, mei 2015, ISBN 9789085163992
- Gestolen, Charles den Tex, juni 2015, ISBN 9789085163947
- Twee vliegers onder het matras, Marion Bloem, juli 2015, ISBN 9789085163978
- Kompas, Isa Hoes, augustus 2015, ISBN 9789085164036
- Vakantievreugde, Peter van Straaten, september 2015, ISBN 9789085164043
- Parels van Rome, Rosita Steenbeek, oktober 2015, ISBN 9789085164067
- Angstreducerend behandelplan, Arnon Grunberg, november 2015, ISBN 9789085164104
- Zelfportret of een poging tot genie, Hans Dorrestijn, december 2015, ISBN 9789085164135

### 2016
- Januari. Uit: Het geheime dagboek van Hendrik Groen, 83¼ jaar, Hendrik Groen, januari 2016, ISBN 9789085164081
- De hond die de Tsaar in zijn been beet, Toon Tellegen, februari 2016, ISBN 9789085164142
- Dat wat overblijft, Thomas Heerma van Voss, maart 2016, ISBN 9789085164272
- Zure koekjes, Corine Hartman, april 2016, ISBN 978-9085164326
- Mensenjacht, Tomas Ross, mei 2016, ISBN 978-90-8516-433-3
- Paralipomena Orphica, Harry Mulisch, juni 2016, ISBN 978-90-8516-435-7
- Het Ballingenhotel, Jan Brokken, juli 2016, ISBN 978-90-8516-437-1
- De verrassing, Mariëtte Middelbeek, augustus 2016, ISBN 978-90-8516-448-7
- Vriendschap, Rita Spijker, september 2016, ISBN 978-90-8516-446-3
- Nul-Nul, Herman Brusselmans, oktober 2016, ISBN 978-90-8516-449-4
- Gezichtsbedrog, Nelleke Noordervliet, november 2016, ISBN 978-90-8516-452-4
- Barbarenzaken, Philip Dröge, december 2016, ISBN 978-90-8516-456-2

### 2017
- Ayşe, Carolijn Visser, januari 2017, ISBN 978-90-8516-460-9
- De goudmaker van Soezdal, Pieter Waterdrinker, februari 2017, ISBN 978-90-8516-472-2
- Heeft hij daar ook knoopjes?, Frans Pointl, maart 2017, ISBN 978-90-8516-461-6
- Daer een seigneur zijn handen wast, Anna Enquist, april 2017, ISBN 978-90-8516-476-0
- Ibiza, Cees Nooteboom, mei 2017, ISBN 978-90-8516-474-6
- Twee oude vrouwtjes, Toon Tellegen, juni 2017, ISBN 978-90-8516-479-1
- De vuurdoop, Tessa de Loo, juli 2017, ISBN 978-90-8516-482-1
- Flitsfictie. Ultrakorte romans, Ilja Leonard Pfeijffer, augustus 2017, ISBN 978-90-8516-492-0
- Dwaze vrouwen, Marion Pauw, september 2017, ISBN 978-90-8516-487-6
- Pionier, Annelies Verbeke, oktober 2017, ISBN 978-90-851-6494-4
- De Schaduw en het mysterie van De Denker, Tomas Ross, november 2017, ISBN 978-90-8516-502-6
- Witte tulpen, Loes den Hollander, december 2017, ISBN 978-90-851-6497-5

### 2018
- Erfenis, Jan Siebelink, januari 2018, ISBN 978-90-851-6515-6
- De del van Tomsk, Pieter Waterdrinker, februari 2018, ISBN 978-90-851-6517-0
- Valken hebben geen naam, L.H. Wiener, maart 2018, ISBN 978-90-851-6522-4
- Ouderlingenbezoek, Maarten 't Hart, april 2018, ISBN 978-90-851-6533-0
- Zucht naar identiteit, Herman Pleij, mei 2018, ISBN 978-90-851-6523-1
- Mankementjes, Kees van Kooten, juni 2018, ISBN 978-90-851-6530-9
- Het ontvreemde gezicht, Frans Kellendonk, juli 2018, ISBN 978-90-851-6549-1
- Uit het dagboek van een arts, Belcampo, augustus 2018, ISBN 978-90-851-6553-8
- Zin om te zingen, Thomas Verbogt, september 2018, ISBN 978-90-851-6552-1
- Uit liefde voor jou, Corine Hartman, oktober 2018, ISBN 978-90-851-6560-6
- Het lijstje, Elvin Post, november 2018, ISBN 978-90-851-6571-2
- Boterballentijd, Ronald Giphart, december 2018, ISBN 978-90-851-6573-6

### 2019
- De honderdjarige, Godfried Bomans, januari 2019, ISBN 978-90-851-6613-9
- Doe maar of je thuis bent, J. Bernlef, februari 2019, ISBN 978-90-851-6614-6
- Vaderkoorts, Martin Hendriksma, maart 2019, ISBN 978-90-851-6617-7
- Bezoekjaren, Joke van Leeuwen, april 2019, ISBN 978-90-851-6620-7
- De schone slaapster in het bos van Zarja, Marente de Moor, mei 2019, ISBN 978-90-851-6632-0
- Zonder Jozef, Vonne van der Meer, juni 2019, ISBN 978-90-851-6633-7
- Wij zijn geen zoeners, Kris van Steenberge, juli 2019, ISBN 978-90-851-6634-4
- Ergens héén fietsen, Frank Heinen, augustus 2019, ISBN 978-90-851-6643-6
- Een mooi leesboek, Marjan Berk, september 2019, ISBN 978-90-851-6644-3
- Schaduwweduwe, Rascha Peper, oktober 2019, ISBN 978-90-851-6647-4
- Lou, Griet Op de Beeck, november 2019, ISBN 978-90-851-6653-5
- Het heilige water, Martin Michael Driessen, december 2019, ISBN 978-90-851-6654-2

### 2020
- De toeristenslager, Jamal Ouariachi, januari 2020, ISBN 978-90-851-6649-8
- Geluk in veertig dagen, Marijke Schermer, februari 2020, ISBN 978-90-851-6662-7
- De geschiedenis van een boek, Kees 't Hart, maart 2020, ISBN 978-90-851-6657-3
- Pijntje hier, pijntje daar, Yvonne Kroonenberg, april 2020, ISBN 978-90-851-6660-3
- Honger, Inge Schilperoord, mei 2020, ISBN 978-90-851-6674-0
- Zullen we weer gewoon schooltje gaan spelen?, Jacques Vriens, juni 2020, ISBN 978-90-851-6670-2
- Het nachtelijk bal, Sanneke van Hassel, juli 2020, ISBN 978-90-851-6677-1
- Mijn kat & de honger, Manon Uphoff, augustus 2020, ISBN 978-90-851-6680-1
- Bowlen in Philadelphia, Thomas Heerma van Voss, september 2020, ISBN 978-90-851-6681-8
- De gouden stad, A.F.Th. van der Heijden, oktober 2020, ISBN 978-90-851-6672-6
- Roze schuimpjes, Marga Minco, november 2020, ISBN 978-90-851-6685-6
- De Republiek Groningen, Philip Dröge, december 2020, ISBN 978-90-851-6689-4

### 2021
- Dalurenkaart, Lévi Weemoedt, januari 2021, ISBN 978-90-851-6691-7
- Zo moeten mensen zijn, Jeroen van Merwijk, februari 2021, ISBN 978-90-851-6694-8
- De trogkrabber, Sander Kollaard, maart 2021, ISBN 978-90-851-6695-5[9]
- Fietsen om niet aan te komen, Frank Heinen, april 2021, ISBN 978-90-851-6698-6[1]
- Alles stroomt, Joke Hermsen, mei 2021, ISBN 978-90-851-6706-8
- Stemmen horen, Daan Heerma van Voss, juni 2021, ISBN 978-90-851-6710-5[1]
- OlgaOlga, Suzanna Jansen, juli 2021, ISBN 978-90-851-6708-2
- De dandy, Nina Polak, augustus 2021, ISBN 978-90-851-6711-2
- Ik ben niet bang, Gerard van Emmerik, september 2021, ISBN 978-90-851-6717-4
- Sommigen zeggen, het is liefde, Karin Amatmoekrim, oktober 2021, ISBN 978-90-851-6720-4
- Herinneringen van een zeemeermin, Ineke Riem, november 2021, ISBN 978-90-851-6719-8
- Een taxi naar de tering, Pepijn Lanen, december 2021, ISBN 978-90-851-6724-2

### 2022
- Ik en mijn mobiel, René Appel, januari 2022, ISBN 978-90-851-6737-2
- Liefde in tijden van corona, Marion Pauw, februari 2022, ISBN 978-90-851-6740-2
- Op de tuin, Hendrik Groen, maart 2022, ISBN 978-90-851-6741-9
- Een kat voor de hond, Midas Dekkers, april 2022, ISBN 978-90-851-6744-0
- Niemand wacht op je, Lot Vekemans, mei 2022, ISBN 978-90-851-6743-3
- Bestemming, Dolf Jansen, juni 2022, ISBN 978-90-851-6750-1[10]
- Meester Jacobson, Tim Krabbé, juli 2022, ISBN 978-90-851-6736-5
- De moord op de boekverkoopster Deel 1, Frank Westerman, augustus 2022, ISBN 978-90-851-6755-6
- De moord op de boekverkoopster Deel 2, Frank Westerman, september 2022, ISBN 978-90-851-6766-2
- Ineens viel de sneeuw, Otto de Kat, oktober 2022, ISBN 978-90-851-6749-5
- Allemaal lichtpuntjes, Gerda Blees, november 2022, ISBN 978-90-851-6752-5
- Dromen van mijn moeder, Anjet Daanje, december 2022, ISBN 978-90-581-6758-7

### 2023
- Het kaartspel, Theodor Holman, januari 2023, ISBN 978-90-851-6762-4
- Een acrobaat in Accra, Merijn de Boer, februari 2023, ISBN 978-90-851-6771-6
- De ring, Mensje van Keulen, maart 2023, ISBN 978-90-851-6772-3
- Bloed, Philip Huff, april 2023, ISBN 978-90-851-6769-3
- Stoppen of verstoppen?, Helge Bonset, mei 2023, ISBN 978-90-851-6770-9
- Op het droge, Renée van Marissing, juni 2023, ISBN 978-90-851-6774-7
- Eilanden, Toine Heijmans, juli 2023, ISBN 978-90-851-6781-5
- De erfenis van mijn vader, Dido Michielsen, augustus 2023, ISBN 978-90-851-6784-6
- Het blauwe vaasje, Hedda Martens, september 2023, ISBN 978-90-851-6785-3
- Teken van trouw, Adriaan Volk, oktober 2023, ISBN 978-90-851-6786-0
- Geluk voor twee, Elvin Post, november 2023, ISBN 978-90-851-6787-7
- Dit is mijn villa, Thomas Heerma van Voss, december 2023, ISBN 978-90-851-6792-1

## Verwante uitgaven
Naast uitgaven in de reeks Literaire Juweeltjes verscheen nog een aantal verwante uitgaven die dezelfde vormgeving en in een aantal gevallen dezelfde uitgever hebben als Literaire Juweeltjes, maar geen onderdeel zijn van de reeks.
- Zoutwatervrees, Paul Waterman, 2009, ISBN 978-90-851-6153-0. Geproduceerd door Bruna-winkels in het Westland onder de noemer Westlands Juweeltje.
- Zo zijn we er niet meer, Cees van der Pol, 2011, ISBN 978-90-851-6198-1. Geproduceerd door Bruna-winkels in het Westland onder de noemer Westlands Juweeltje.
- Tom Dumoulin - Argeloos als een vlinder, Léon de Kort, 2016, ISBN 978-90-851-6457-9. Verschenen als eerste deel in de serie Biografietsjes.
- Chris Froome - Keniaanse jungle boy, Léon de Kort, 2017, ISBN 978-90-851-6481-4. Verschenen als tweede deel in de serie Biografietsjes.
- De boekenbaron, Joep Scheffer, december 2017, ISBN 978-90-851-6521-7. Verscheen ter gelegenheid van het 150-jarig bestaan van Boekhandel Broekhuis.
- Koning Willem-Alexander, Justine Marcella, 2017, ISBN 978-90-851-6546-0. Verschenen als eerste deel in de serie Kroonjuwelen.
- Koningin Máxima, Justine Marcella, 2017, ISBN 978-90-851-6520-0. Verschenen als tweede deel in de serie Kroonjuwelen.
- Prinses der Nederlanden Beatrix, Jutta Chorus, 2018, ISBN 978-90-851-6513-2. Verschenen als derde deel in de serie Kroonjuwelen.
- De prinsessen van Oranje, Justine Marcella, 2018, ISBN 978-90-851-6501-9. Verschenen als vierde deel in de serie Kroonjuwelen.
- De prijs van succes, Toon Gerbrands, 2019, ISBN 978-90-851-6656-6. Verschenen als eerste en enige deel in de serie Sportjuweeltjes.
- De jongste, Arnon Grunberg, oktober 2020, ISBN 978-90-851-6692-4. Vervaardigd voor Boekhandel Los in Bussum ter gelegenheid van de 60e verjaardag van Cor Wiersma.